# Phoebe crassipedicella
Phoebe crassipedicella är en lagerväxtart som beskrevs av S. Lee & F. N. Wei in F. N. Wei. Phoebe crassipedicella ingår i släktet Phoebe och familjen lagerväxter. Inga underarter finns listade i Catalogue of Life.